# Tangwei
Tangwei (kinesiska: 塘尾) är ett stadsdelsdistrikt i sydöstra Kina. Det ligger i Wuchuan i staden Zhanjiang i provinsen Guangdong, omkring 320 kilometer sydväst om provinshuvudstaden Guangzhou. Antalet invånare är 30 774. Befolkningen består av 15 009 kvinnor och 15 765 män. Barn under 15 år utgör 24,0 %, vuxna 15-64 år 66 %, och äldre över 65 år 9,0 %.